# Emilia Tour 2021-2022
El 2021-2022 Tour es la primera gira musical de Emilia en la que llevará a cabo una serie de conciertos en fiestas y festivales entre Argentina, Uruguay, Paraguay, España y Estados Unidos. Comienza el 16 de octubre de 2021 en Quilmes siendo este su primer show como solista y acaba el 3 de septiembre de 2022 en Santander. Serán un total aproximado de 38 fechas que darán paso a la gira de presentación de su primer disco Tu crees en mi?. 

## Producción
La productora de la gira en Argentina, Ramasso Productora, describe que los shows son dinámicos y llenos de energía, con coreografías impactantes y una conexión constante con el público. Su música mezcla géneros como reggaetón, pop y trap, adaptados al gusto del público joven. Cada actuación es una combinación de música pegajosa, visuales llamativos y una conexión única con la audiencia. 

## Repertorio
1. «Recalienta»
2. «Rápido lento»
3. «Bendición»
4. «BB»
5. «No más»
6. «Billion»
7. «Boomshakalaka»
8. «Perreito Salvaje»
9. «No soy yo»
10. «De Enero a diciembre»
11. «Esto recién empieza»
12. «Intoxicao»
13. «Cuatro Veinte»
14. «Como si no importara»

## Fechas
| Fecha           | Ciudad                 | País            | Fiesta/Festival              |
| América del Sur | América del Sur        | América del Sur | América del Sur              |
| --------------- | ---------------------- | --------------- | ---------------------------- |
| 16 de octubre   | Quilmes                | Argentina       | El Bosque                    |
| 13 de noviembre | Arribeños              | Argentina       | Hakuna Matata                |
| 3 de diciembre  | Uruguay                | Uruguay         | Fiesta Rush                  |
| 3 de diciembre  | Uruguay                | Uruguay         | Mandarine Club               |
| 3 de diciembre  | Uruguay                | Uruguay         | Café del Bosque              |
| 5 de diciembre  | Santa Fé               | Argentina       | Harlem Festival              |
| 8 de diciembre  | Buenos Aires           | Argentina       | Cruza Polo Bar               |
| 11 de diciembre | Suhr Paysandú          | Argentina       | Suhr Paysandú                |
| 6 de enero      | Villa Gesel            | Argentina       | Pueblo Límite                |
| 15 de enero     | Las Grutas             | Argentina       | La Cuarta Parador de Playa   |
| 20 de enero     | Villa Gesel            | Argentina       | Pueblo Límite                |
| 21 de enero     | Villa Gesel            | Argentina       | Pueblo Límite                |
| 26 de enero     | Pinamar                | Argentina       | Boutique                     |
| 27 de enero     | Mar de Plata           | Argentina       | Festival At Park             |
| 29 de enero     | San Bernardino         | Paraguay        | Festival                     |
| 12 de febrero   | Villa María            | Argentina       | Festival Peñas               |
| 18 de febrero   | Mendoza                | Argentina       | Andes Talleres Club          |
| 19 de febrero   | Junín                  | Argentina       | Jacks Disco                  |
| 26 de febrero   | Santa Cruz             | Argentina       | Festival Nacional del Condor |
| 28 de febrero   | San Luis               | Argentina       | Festival del Calden          |
| 11 de marzo     | Concepción del Uruguay | Argentina       | Fiesta Remember              |
| 12 de marzo     | Paysandú               | Argentina       | Paysadú Fest                 |
| 18 de marzo     | Buenos Aires           | Argentina       | Lollapalooza Argentina       |
| 23 de marzo     | Santa Fe               | Argentina       | Doha                         |
| 27 de marzo     | Amstrong (Santa Fe)    | Argentina       | La Fermina                   |
| 2 de abril      | Buenos Aires           | Argentina       | Fiesta Flop                  |
| España          |                        |                 |                              |
| 11 de junio     | Madrid                 | España          | Boombastic Festival          |
| 19 de junio     | Benidorm               | España          | Reggaeton Beach Festival     |
| 8 de julio      | Vilanova i la Geltrú   | España          | La Daurada                   |
| 9 de julio      | Lérida                 | España          | Biloba                       |
| 15 de julio     | Terrassa               | España          | Festival Maleducats          |
| 21 de julio     | Asturias               | España          | Boombastic Festival          |
| 2 de septiembre | Madrid                 | España          | Coca Cola Fest               |
| 3 de septiembre | Santander              | España          | Negrita Music Festival       |
| México          |                        |                 |                              |
| 12 de agosto    | Rosarito Beach         | México          | Baja Beach Festival          |
| 19 de agosto    | Rosarito Beach         | México          | Baja Beach Festival          |
| Estados Unidos  |                        |                 |                              |
| 18 de diciembre | Miami                  | Estados Unidos  | Vibra Urbana                 |
| 17 de julio     | Chicago                | Estados Unidos  | Más Flow Festival            |